# Royal Rumble 2005
Royal Rumble (2005) was een professioneel worsel-pay-per-view (PPV) evenement dat georganiseerd werd door WWE voor hun Raw en SmackDown! brands. Het was de 18e editie van Royal Rumble en vond plaats op 30 januari 2005 in het Save Mart Center in Fresno, Californië.

## Matches
| Nr. | Match                                                                                | Winnaar(s)               | Opmerkingen                                               | Bron  |
| --- | ------------------------------------------------------------------------------------ | ------------------------ | --------------------------------------------------------- | ----- |
| 1H  | Maven vs. Rhyno                                                                      | Maven                    | Eén-op-één match. Vooraf opgenomen op Heat.               | [ 2 ] |
| 2   | Edge vs. Shawn Michaels                                                              | Edge                     | Eén-op-één match.                                         | [ 2 ] |
| 3   | The Undertaker vs. Heidenreich                                                       | The Undertaker           | Casket match.                                             | [ 2 ] |
| 4   | John "Bradshaw" Layfield (c) vs. Big Show vs. Kurt Angle                             | John "Bradshaw" Layfield | Triple Threat match voor het WWE Championship.            | [ 2 ] |
| 5   | Triple H (c) vs. Randy Orton                                                         | Triple H                 | Eén-op-één match voor het World Heavyweight Championship. | [ 2 ] |
| 6   | 30-man Royal Rumble match voor een wereldkampioenschapswedstrijd op WrestleMania 21. | Batista                  | Batista won door John Cena als laatste elimineren.        | [ 2 ] |

### Royal Rumble match
| Nr. | Entree            | Branf      | Orde | Geëlimineerd door                                                              | Eliminaties | Tijd  | Bron  |
| --- | ----------------- | ---------- | ---- | ------------------------------------------------------------------------------ | ----------- | ----- | ----- |
| 1   | Eddie Guerrero    | SmackDown! | 11   | Edge                                                                           | 3           | 28:11 | [ 3 ] |
| 2   | Chris Benoit      | Raw        | 25   | Batista & Ric Flair                                                            | 2           | 47:26 | [ 3 ] |
| 3   | Daniel Puder      | SmackDown! | 1    | Hardcore Holly                                                                 | 0           | 04:09 | [ 3 ] |
| 4   | Hardcore Holly    | SmackDown! | 2    | Chris Benoit & Eddie Guerrero                                                  | 1           | 01:59 | [ 3 ] |
| 5   | The Hurricane     | Raw        | 3    | Eddie Guerrero                                                                 | 0           | 01:04 | [ 3 ] |
| 6   | Kenzo Suzuki      | SmackDown! | 4    | Rey Mysterio                                                                   | 0           | 03:31 | [ 3 ] |
| 7   | Edge              | Raw        | 28   | Batista & John Cena                                                            | 5           | 40:19 | [ 3 ] |
| 8   | Rey Mysterio      | SmackDown! | 27   | Edge                                                                           | 2           | 38:25 | [ 3 ] |
| 9   | Shelton Benjamin  | Raw        | 10   | Edge                                                                           | 1           | 14:35 | [ 3 ] |
| 10  | Booker T          | SmackDown! | 9    | Eddie Guerrero & Rey Mysterio                                                  | 3           | 10:42 | [ 3 ] |
| 11  | Chris Jericho     | Raw        | 21   | Batista                                                                        | 2           | 28:22 | [ 3 ] |
| 12  | Luther Reigns     | SmackDown! | 7    | Booker T                                                                       | 1           | 07:13 | [ 3 ] |
| 13  | Muhammad Hassan   | Raw        | 5    | Booker T, Chris Benoit, Chris Jericho, Edge, Luther Reigns en Shelton Benjamin | 0           | 00:54 | [ 3 ] |
| 14  | Orlando Jordan    | SmackDown! | 8    | Booker T                                                                       | 0           | 03:36 | [ 3 ] |
| 15  | Scotty 2 Hotty    | SmackDown! | 6    | Aangevallen door Muhammad Hassan Hotty voordat kon deelnemen.                  | 0           | N/A   | [ 3 ] |
| 16  | Charlie Haas      | SmackDown! | 13   | Shawn Michaels                                                                 | 0           | 06:20 | [ 3 ] |
| 17  | René Duprée       | SmackDown! | 16   | Chris Jericho                                                                  | 0           | 11:32 | [ 3 ] |
| 18  | Simon Dean        | Raw        | 12   | Shawn Michaels                                                                 | 0           | 00:20 | [ 3 ] |
| 19  | Shawn Michaels    | Raw        | 15   | Kurt Angle                                                                     | 3           | 04:56 | [ 3 ] |
| 20  | Kurt Angle        | SmackDown! | 14   | Shawn Michaels                                                                 | 1           | 00:37 | [ 3 ] |
| 21  | Jonathan Coachman | Raw        | 23   | Ric Flair                                                                      | 0           | 13:48 | [ 3 ] |
| 22  | Mark Jindrak      | SmackDown! | 19   | Kane                                                                           | 0           | 08:15 | [ 3 ] |
| 23  | Viscera           | Raw        | 17   | John Cena                                                                      | 0           | 03:00 | [ 3 ] |
| 24  | Paul London       | SmackDown! | 18   | Gene Snitsky                                                                   | 0           | 03:15 | [ 3 ] |
| 25  | John Cena         | SmackDown! | 29   | Batista                                                                        | 3           | 15:28 | [ 3 ] |
| 26  | Gene Snitsky      | Raw        | 20   | Batista                                                                        | 1           | 03:38 | [ 3 ] |
| 27  | Kane              | Raw        | 22   | John Cena                                                                      | 1           | 03:54 | [ 3 ] |
| 28  | Batista           | Raw        | -    | Winnaar                                                                        | 6           | 10:54 | [ 3 ] |
| 29  | Christian         | Raw        | 24   | Batista                                                                        | 0           | 02:09 | [ 3 ] |
| 30  | Ric Flair         | Raw        | 26   | Edge                                                                           | 2           | 01:58 | [ 3 ] |